# Lattinella
Lattinella  es un género de ácaros perteneciente a la familia Parholaspididae.

## Especies
Lattinella Krantz, 1960
- Lattinella capizzii Krantz, 1960
- Lattinella palliolatus (Tseng, 1993)